# Дневникът на един дръндьо: Искам вкъщи
„Дневникът на един дръндьо: Искам вкъщи“ (на английски: Diary of a Wimpy Kid: The Long Haul) е американска комедия от 2017 г. на режисьора Дейвид Бауърс, който е съсценарист със писателя на поредицата книги Джеф Кини. Той служи като продължение на „Дневникът на един дръндьо: Горещници“ (2012), четвъртият филм от филмовата поредица „Дневникът на един дръндьо“ и е последният игрален филм от поредицата. Във филма участват Джейсън Дръкър, Алисия Силвърстоун, Том Еверет Скот, Чарли Райт и Оуен Ацталос.